# Joseph Charlebois
Pour les articles homonymes, voir Charlebois.
Joseph Charlebois (1872-1935) est un caricaturiste, enlumineur, illustrateur, peintre, décorateur et d'auteur de bande dessinée québécois.

## Biographie
Fils de Charles-Théophile Charlebois, peintre d'enseignes montréalais, Joseph Charlebois fait ses études à l’académie commerciale catholique de Montréal, dirigée par Urgel-Eugène Archambeault. Il y étudie le crayon et le fusain auprès des peintres Joseph-F. Brouchoud et Luigi Giovanni Vitale Capello. En 1890, il entre à la voirie de la ville de Montréal où il devient chef dessinateur à partir de 1906.
Parallèlement, il débute en décembre 1899 une carrière de caricaturiste, tout d'abord à l'hebdomadaire libéral Les Débats, interdit en octobre 1903 par Mgr Bruchési. La même année, il lance la revue satirique, Le Taon, qu'il publie de façon irrégulière jusqu'en 1910.
De mars 1904 à février 1905, il dessine la première adaptation en bande dessinée du Père Ladébauche, personnage créé 25 ans plus tôt par l'écrivain Hector Berthelot,. Albéric Bourgeois lui succède et fait de Ladébauche le premier grand héros de la bande dessinée québécoise,.
Charlebois publie quelques autres numéros du Taon de 1907 à 1910 et continue à collaborer à divers titres généralistes (L'Action, La Patrie, Le Nationaliste d'Olivar Asselin et La Presse) comme satiriques et humoristiques (La Bombe, L'Indiscret et Le Canard). Une douzaine de recueils de ses dessins humoristiques sont édités,. Ses cibles politiques préférées sont Lomer Gouin, sir Wilfrid Laurier, Henri Bourassa et Médéric Martin. En 1911, il publie chez J.A Lefebvre (qui sera le premier éditeur québécois de Maria Chapdelaine) La Bêche (the Spade) ou les Assimilateurs en action, qui dénonce l'assimilation des canadiens français de la Nouvelle-Angleterre par clergé irlandais catholique,.
En 1920, il s'installe à  New York pour y travailler comme enlumineur et chef d'atelier chez Ames and Rollinson. En 1928 il voyage en France et revient l'année suivante à Montréal où il établit son atelier d'enlumineur à la Place Phillips, puis sur la rue Drummond,.
Joseph Charlebois meurt le 21 octobre 1935 à son logis de la rue Milton à Montréal.
Son fils Roland-Hérard Charlebois deviendra directeur de l'École des Beaux-arts de Montréal de 1945 à 1957.

## Albums
- Nos p’tites filles : en caricature
- Le Prince de Galles aux fêtes du 3e centenaire de la fondation de Québec : album de dessins
- La Bêche (the Spade) ou les Assimilateurs en action : album de dessins gais dédié aux Franco-Américains de la Nouvelle-Angleterre
- Saint-Jean-Baptiste d’autrefois
- Montréal juif : dessins gais
- Monsieur Gouin voyage : dessins gais
- Boches
- La Conscription : tristes dessins et légendes tristes
- La Prohibition : album de caricatures

Albums non signés:
- J. A. Beaudry, assistant-aspirant-contrôleur de la cité de Montréal
- Duncan MacDonald, ou le Gentleman-Cambrioleur de l’opinion publique
- Figures et Masques : quelques marionnettes électorales
- Guerlot Cousineau alias Philomène, aspirant-chef du gouvernement de Québec